# Coruripe
Coruripe è un comune del Brasile nello Stato dell'Alagoas, parte della mesoregione di Leste Alagoano e della microregione di São Miguel dos Campos.

## Popolazione
Stimata in 52.130 unità al 2010, la popolazione residente è aumentata a 57.647 abitanti nel 2021.